# Gregory Hill
Gregory Hill, noto anche con lo pseudonimo di Malaclypse il Giovane (21 maggio 1941 – 20 luglio 2000), è stato uno scrittore statunitense, autore, insieme a Kerry Thornley (conosciuto anche come Omar Ravenhurst), del Principia Discordia.
Talvolta è menzionato come Greg Hill o come Mal-2. Alcuni ritenevano che Gregory Hill fosse soltanto lo pseudonimo di Robert Anton Wilson, coautore della trilogia Illuminatus! con Robert Shea, che si rifà al Discordianesimo in larga misura.

## Malaclypse il Giovane
È l'autore del Principia Discordia, un personaggio della trilogia Illuminatus!, e molto probabilmente uno pseudonimo usato da Greg Hill, compagno di Kerry Thornley (alias Omar Ravenhurst).
Durante i primi anni della circolazione del Principia Discordia, voci di corridoio suggerivano come autore del libro Richard Nixon, Timothy Leary, e Robert Anton Wilson, o che il libro e Malaclypse Il Giovane fossero un'invenzione di Wilson à la Necronomicon di Howard Phillips Lovecraft.

### Principia Discordia
Teorie sulla vera identità di Malaclypse vanno da Timothy Leary a Richard Nixon. Molti, incluso lo stesso Greg Hill, sostengono che il vero Malaclypse Il Giovane sia Greg Hill, ma questo non è completamente provato.
In possesso di molti titoli, incluso quello di "Omnibenevolo Polipadre della Verginità in Oro" (equivalente al Papa), la vera identità di Malaclypse o la sua posizione al di fuori della religione erisiana è completamente sconosciuta. Viene frequentemente menzionato nel Principia Discordia. Accreditato di aver trasmesso telegrammi a Dio dall'Hotel Celeste e condannato l'utilità della preghiera, queste asserzioni fanno parte dell'assurda natura del Principia Discorida.
Si conosce molto poco riguardo Malaclypse il Vecchio, il padre di Mal-2. Il Principia Discordia lo menziona solamente come un "non-profeta" e per essere stato scambiato per un portatore di sventura (doomsayer) quando portava un cartello con scritta la parola "DUMB".

### Illuminatus!
Malaclypse il Giovane appare anche nella trilogia di Illuminatus! di Robert Shea e Robert Anton Wilson. Secondo l'Iluminatus!, fondò il Norton Cabal, e lo lasciò per unirsi al molto esoterico Fronte di Liberazione Erisiano. Secondo il Dr. Ignotum P. Ignotius, l'ultima cosa scritta da Mal-2 prima di andarsene per il FLE, fu, "Tutti capiscono Topolino. Pochi capiscono Hermann Hesse. Molto pochi capiscono Albert Einstein. E nessuno capisce Emperor Norton." Questo è lo slogan del Joshua Norton Cabal di San Francisco.
Malaclypse il Vecchio è ancor più presente nella trilogia Illuminatus!. Infatti, egli è un importante personaggio dai mille volti nel libro, che impersona Jean-Paul Sartre e il Diavolo. Secondo Malaclypse stesso, sarebbe un sacerdote Erisiano del IV secolo a.C. (che era addestrato a officiare per Mercurio, Dioniso, Eracle, Afrodite, Atena e Era) che acquista l'illuminazione trascendentale durante un massacro. Gli Illuminati credono che la morte rilasci una certa forma di energia. Con abbastanza morti ed una persona intenta a catturare detta energia, essa si può trasformare in un essere immateriale e immortale. Malaclypse impersona anche Gesù dopo che questi è stato crocifisso. Sotto le spoglie di Gesù inventa la tombola, ma chiede a Luke di non registrare la cosa.

### Vita "reale"
Greg Hill descrive Mal-2 come uno spirito inviato dentro di lui da Eris che lo aiutò a scrivere il Principia Discordia nel corso dei primi dieci anni della sua vita adulta. Un'intervista inclusa nella quarta edizione del Principia Discordia della Loompanics Press rivela che Mal-2 se ne andò una volta terminato il libro. Egli sostiene che Mal-2 tornò per lasciare una quinta e ultima edizione consistente di un modulo telegrafico della Western Union riempito con la lettera M. Greg Hill rivela inoltre di aver avuto accesso ai moduli della Western Union quando vi lavorava.

## Altri autori discordiani
Omar Ravenhurst è lo pseudonimo dell'altro principale autore del Principia, Kerry Thornley.